# 羅秉忠 (明朝)
羅秉忠（？—1480年），初名克羅俄領占，阿鲁台之孙，沙州衛都督僉事困即來之三子，明朝军事将领。順義伯。
羅秉忠兄喃哥襲父職，明英宗改命羅秉忠为指揮使，協理衛事。喃哥死后，羅秉忠担任都指挥使，继续率领该部。正统十四年（1449年）土木之变后，当时朝議恐降人乘機為變，准备徙该众到南方。当时恰逢贵州苗族民变，都督毛福壽南征，升羅秉忠为都督僉事，率部援助。后因功升至左都督。天顺初年，赐姓名。曹欽之变时，羅秉忠部下多有跟从，之后羅秉忠下狱。久之上诉自辩得释。成化年间，羅秉忠担任游击将军，跟从尚書程信至四川永宁（今叙永县）讨伐当地彝族山都掌蠻，并获胜。成化四年（1468年）論功，封順義伯。成化十六年（1480年）去世。謚榮壯，子孫世指揮使。